# War Rock
War Rock är ett gratis onlinespel utvecklat av Dream Execution.
War Rock är ett MMOFPS-spel och går ut på att två lag försöker ta över ett varierande antal baser samtidigt som de slåss mot varandra. Det lag som har flest poäng och flest baser efter att tiden har gått ut vinner.

## Spelet
Efter en avslutad en runda belönas spelaren med EXP och dinar. Dinar kan användas för att hyra vapen.
Det finns även möjlighet för spelare att betala riktiga pengar för att få bonusar i spelet. Vissa av dessa bonusar går inte att få tag på utan att betala.
WarRocks level-system går upp till level 100, vilket väldigt få människor kommer upp till eftersom det kan ta flera år.

### Klasser
Det finns fem olika klasser att välja mellan:
- Engineer
- Medic
- Sniper
- Assault
- Heavy Trooper

### Matchtyper
Spelet erbjuder fyra olika matchtyper att spela:
- Explosive = Det gula laget (Derbaran) ska aktivera en bomb, medan det gröna laget (NIU) ska försöka att hindra Derbaran från att plantera bomben. Aktiveras bomben så måste NIU desarmera den snabbt, annars har Derbaran vunnit matchen.
- Deathmatch = Det lag som har dödat mest när tiden går ut vinner. Ett lag vinner också om motståndarlagets soldater tar slut.
- FFA = Alla möter alla, den som först når till exempel 10 kills vinner.
- Conquest = Det lag som har tagit över alla baser och håller dem under en viss tid vinner.
- AI-Mode = Man spelar som ett team med 4 spelare totalt, och tillsammans ska man samarbeta för att överleva 20 olika nivåer med Zombies. AI-Mode finns i två olika speltyper, Survival Mode och Defense Mode.

Speltyperna sorteras i 3 olika kategorier: Close Quarter Combat, Battle Group och AI-Mode.
Close Quarter Combat är små närstridsbanor med medelstora stridszoner. Battle Group är stora stridsfält med ett stort urval av fordon. AI-Mode är mindre banor i olika miljöer.

### Premium-möjligheter
War Rock är ett Free2Play-spel vilket betyder att man kan spela det gratis. Men det finns extra möjligheter kallade premium.
Förut såldes premium i 3 valörer: Brons, silver, guld. Numera säljs endast guld. Premium ger flera fördelar, man tjänar EXP snabbare, man kan hyra alla vapen, man kan starta alla missions och mycket mer.